# La Sabana (Argentina)
La Sabana es una localidad argentina ubicada al sur del departamento Tapenagá, en la provincia del Chaco. Aunque supo tener municipalidad, hoy sólo existe una Delegación municipal del municipio de Charadai, que tiene jurisdicción sobre esta zona. Su historia fue un fiel reflejo de la actividad desarrollada por La Forestal a comienzos del siglo XX en los bosques chaqueños, ya que tuvo un explosivo crecimiento por la llegada del ferrocarril y los obrajes —llegó incluso a cuestionar a Resistencia como capital provincial—, y fue paulatinamente decayendo hasta casi desaparecer una vez agotado los recursos naturales por el desmonte masivo.

## Historia

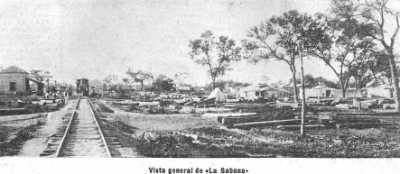
Vista general del pueblo en 1899.

A finales del siglo XIX la empresa La Forestal había conseguido un permiso para explotar 1 millón y medio de hectáreas de monte nativo en el norte de Santa Fe, sudeste de Santiago del Estero y sur del Chaco, a cambio de que desarrollara una serie de líneas de ferrocarril, lo que se suponía traería el progreso a la zona. La línea de ferrocarril proyectada llegó al Chaco en 1892 e instaló una estación de ferrocarril que denominó La Sabana, que se constituyó en punta de rieles durante muchos años. Debe tenerse en cuenta que casi todo el Chaco era un territorio inexplorado en ese entonces, lo cual da una idea de la importancia de esta avanzada en el Territorio Nacional.
La explotación forestal consistió primero en aprovechar los árboles más grandes situados a los costados de las vías, por lo que los primeros obrajeros instalaron sus ranchos en las proximidades de la estación. Los suelos anegadizos en los que se encuentra el poblado obligaron en varias ocasiones a que los obrajeros deban asentarse sobre los mismos terraplenes de las vías. Las maderas que se extraían constituían los durmientes de los rieles que se extendían de forma frenética en todo el país, al poco tiempo la actividad era tal que se comenzaron a instalar grupos de gente que vivían de los enseres subsidiarios de esa precaria actividad forestal. El crecimiento inicial fue anárquico, se diseñaron tres hileras de manzanas que se extienden desde un paso a nivel hacia otro (separados por 1 km), mientras que delgadas sucesiones de caseríos de tablas y chapas de zinc se instalaban en los caminos a los obrajes.

### El malón de La Sabana
Los territorios del Chaco eran considerados en la cosmopolita Buenos Aires más o menos el Lejano Oeste estadounidense, una tierra donde la justicia no existía y los indios acechaban la vida civilizada; esta idea fue particularmente explotada por un hecho conocido como El Malón de La Sabana que acaparó las tapas de los periódicos metropolitanos.
Aunque la vida en los primeros años fue relativamente tranquila, con las primeras crisis del obraje sobrevinieron los malones, muchos acusaban a los caciques tobas de los ataques, pero muchos también hacían referencia a caciques "blancos", es decir, criollos que desencantados se unían a los aborígenes y los instaban a atacar los poblados. Un malón acaecido en 1898 cerca de Florencia llamó la atención de las autoridades, que dispusieron una guardia permanente en los centros poblados, incluido La Sabana. No obstante, el gobernador del Chaco disiente de la medida, aduciendo que los mismos caciques habían prometido cuidar las poblaciones.
Las tropas fueron en general bien acogidas por la idea de seguridad que acarreaban, más los comerciantes que con esto verían incrementados sus posibles clientes. A pesar de esto, la vida se volvió un poco más tensa, no fueron pocos quienes aseguraron que la vida tan dispersa disminuía la moral de la tropa, y muchos de ellos desertaban contribuyendo a incrementar la población deambulante a la cual los mismos soldados llegaron para contener.

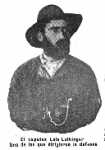
Luis Lutringer, el capataz quien defendió el poblado desde una improvisada empalizada en el ferrocarril.

El 26 de junio de 1899 ocurrió el mentado malón, unos 300 jinetes —varios de ellos con uniformes militares— se precipitó contra La Sabana al son de un clarín. Las pocas personas que escucharon el clarín pensaron que se trataba de un relevo de tropas, por eso es que el primer aviso llegó apenas de las afueras del pueblo por 2 peones. Dichos obrajeros eran Agüero y Villanueva, quienes luego de haber sido intimidados por un hombre a la vanguardia del tropel corrieron a dar la alarma. Los ataques comenzaron en el sur del caserío, donde asesinaron al dueño de un aserradero, su hija de 6 años y 2 peones. La matanza pudo haber sido mucho mayor de no mediar la iniciativa del capataz del ferrocarril Jacobo Luis Lutringer, quien amparado por una empalizada en la casilla del ferrocarril y secundado por un peón y un niño comienza la defensa. Desde otro sector los mismos peones que dieron aviso comenzaron el disparo de armas largas. Un sargento del Regimiento instalado a 500 metros de los ataques se negó a actuar, mientras que algunos vecinos con experiencia en la Guardia Nacional acudieron a asistir a la improvisada milicia, poniéndose a la orden del juez de paz Román Bustos.

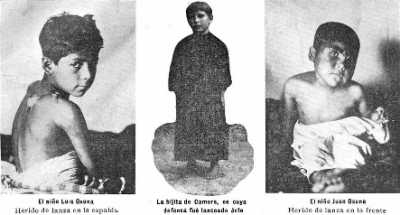
Imágenes de niños afectados por la batalla. En el niño de la izquierda se aprecia una herida de lanza en la espalda.

Al ver la decidida protección instrumentada por los propios pobladores, la horda invasora se repliega, arrea el ganado y saquea los ranchos a su paso, degollando a las personas que no alcanzan a huir, incluidos varios niños. Los milicianos envalentonados comienzan la persecución, y recién 2 o 3 horas más tarde el contingente militar los imita. El estado de pánico de la población sólo fue calmado cuando al anochecer regresaron los civiles y soldados, tras haber tenido una trifulca a 10 kilómetros, y habiendo recuperado algunos bueyes y caballos.
Luego del ataque los obrajeros se asentaron temporalmente en la explanada del ferrocarril, y llegaron varios trenes con autoridades, mientras que varias familias tomaban esos trenes para no regresar. Aunque no se sabe a ciencia cierta cómo se gestó el malón, varias fuentes atribuyen el mismo a un individuo paraguayo llamado Juan Saavedra, peón de La Sabana, quien habría huido tras haber sufrido un desencanto amoroso y se transformó en matrero. Se sostiene que una señora Camors, fue salvada por este individuo de morir atravesada por las lanzas.

### Declive
Con la demorada construcción de la línea a Resistencia en 1905 —hasta ese momento comunicada solo por vía fluvial con el resto del país— La Sabana dejó de ser punta de rieles para pasar a ser cruce de caminos. El 5 de marzo de 1906 el gobernador Goitía autoriza la creación de la municipalidad, remarcando también que La Sabana carecía de ejido municipal. Es cuando menos curioso que la población haya alcanzando 2.000 personas sin tener un ejido que las contenga. Las tierras pertenecían entonces al fisco o a concesionarios privados, lo que no fue obstáculo para el desarrollo de empresarios, comerciantes, fondas, garitos y prostíbulos.
A finales de los años 1900 el pueblo estaba en su apogeo: funcionaban 24 guinches para la carga de rollizos durante todo el año, y la inauguración en 1907 del tren a Barranqueras y Resistencia la comunicó con la principal colonia agrícola. Esta comunicación permitió que muchos habitantes resolviesen adquirir un pedazo de tierra en las nuevas colonias, además otros pobladores fueron contratados para trabajar en el ferrocarril de Barranqueras a Metán. Es así como el hoy casi extinto pueblo fue transformándose en un semillero de localidades, ya que la gente que expulsaba se afincaba en los nuevos parajes que irían creándose, el caso más destacado es Villa Ángela, cuyos primeros pobladores fueron varias familias sabanenses. En 1912 comenzaron los primeros roces entre el municipio y la omnipresente compañía La Forestal. Algunos aducen que es por esto que la construcción del ferrocarril hacia el oeste se inició desde Charadai, lo cual era impensado considerando que La Sabana era el único paraje importante en la línea del ferrocarril; de todas maneras la compañía tenía compradas muchas tierras en el departamento Tapenagá, y la construcción más al norte del ferrocarril que luego llegaría (y fundaría) a Villa Ángela sería mucho más propicia para sus intereses. En 1922 sucesivas crisis de precios terminan por reducir el pueblo a un baldío, los pobladores al irse arrancaban todo el material utilizable, tornando desolador el paisaje. Los pocos que resolvieron quedarse comenzaron a dedicarse a la cría de ganado en tierras que no le eran propias, por lo que su precaria forma de vida pendía de un hilo. La extracción de madera ya no era posible pues los montes fueron arrancados de cuajo en todas direcciones.

## Vías de comunicación
La ruta provincial N.º 7 la comunica al sur con los pueblos de La Vicuña, Los Amores y Vera, estas dos últimas en la provincia de Santa Fe (donde la ruta es la provincial N.º 3); al norte la lleva hasta Charadai y Presidencia de la Plaza. La ruta provincial N.º 13 que pasa por Charadai la lleva hasta Resistencia y Villa Ángela. Ninguna de estas rutas está pavimentada.
Cuenta con la estación La Sabana. Las vías del Ferrocarril General Belgrano son recorridas por un servicio interprovincial diario de Trenes Argentinos Operaciones, que recorre desde la ciudad de Resistencia hasta la localidad santafesina de Los Amores.

## Población
Cuenta con 242 habitantes (Indec, 2010), lo que representa un descenso del 9,4% frente a los 267 habitantes (Indec, 2001) del censo anterior. Esta cifra la sitúa como la tercera localidad del departamento.
| Gráfica de evolución demográfica de La Sabana entre 1991 y 2010 |
|                                                                 |
| Fuente: Censos nacionales del INDEC                             |